# Filomeno, a mi pesar
Filomeno, a mi pesar (Memorias de un señorito descolocado) es una novela de Gonzalo Torrente Ballester, publicada en 1988 por Editorial Planeta y que resultó ganadora del Premio Planeta en ese mismo año.

## Argumento
La obra narra la vida de Filomeno Freijomil, hombre de clase alta de una localidad del interior de Galicia, Villavieja del Oro. A través de sus experiencias vitales, desde la infancia a la madurez, Torrente Ballester hace, a través de Filomeno, un recorrido por la historia del periodo de entreguerras y los inicios de la Dictadura Franquista, y por la España y la Europa de ese momento. Pero, sobre todo, muestra el proceso de maduración de la personalidad de Filomeno a través de sus viajes, empleos y relaciones amorosas.